# Hasta siempre Carlos Gardel
 Hasta siempre Carlos Gardel  es una película de Argentina filmada en blanco y negro y en Eastmancolor dirigida por Ángel Acciaresi que comenzó a producirse en 1973 pero fue abandonada antes de finalizar. Sus actores principales iban a ser Julián Miró,  Irineo Leguisamo, Tito Lusiardo y Palito Ortega.

## Sinopsis
Carlos Gardel vuelve a la vida por 48 horas gracias a un permiso otorgado en el cielo, pasea por el Buenos Aires moderno y se reencuentra con sus viejos amigos.

## Reparto
- Julián Miró
- Irineo Leguisamo
- Tito Lusiardo
- Palito Ortega

## Comentario
El filme se proyectó aprovechando el gran parecido del cantante Julián Miró con Gardel y es probablemente el primero que trata a éste en una historia imaginaria,